# ألان جاي سميث
ألان جاي سميث (بالإنجليزية: Alan Jay Smith) هو عالم حاسوب ومهندس أمريكي، ولد في 1 يوليو 1951.